# Palais Erdődy-Fürstenberg

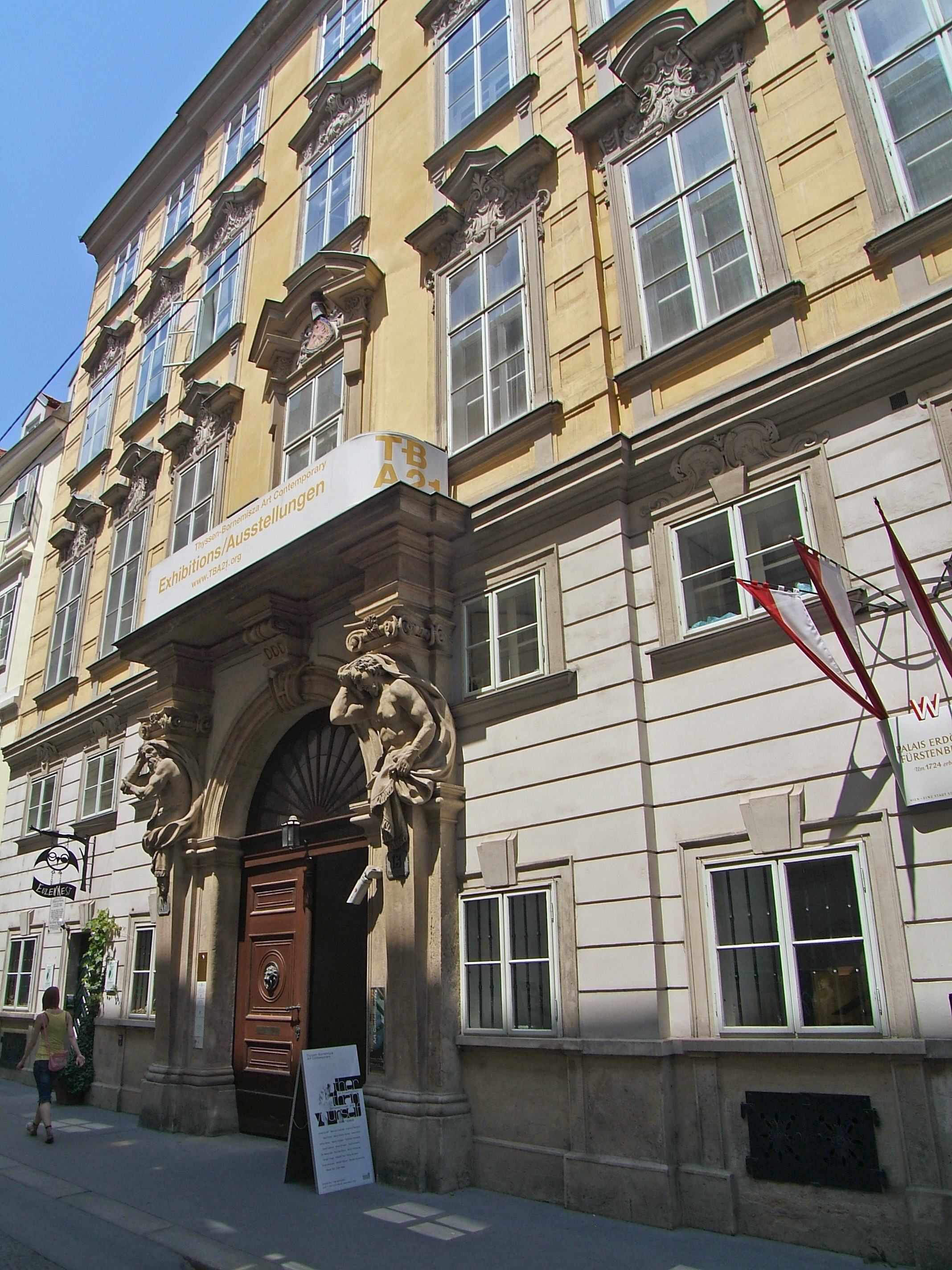
Palais Erdődy-Fürstenberg

Das Palais Erdődy-Fürstenberg befindet sich im 1. Wiener Gemeindebezirk Innere Stadt, Himmelpfortgasse 13.

## Geschichte
Ein Vorgängerbau, der etwa um 1625 erbaut worden war, kam Ende des 17. Jahrhunderts in den Besitz des Feldmarschallleutnants Ferdinand Gobert, Graf von Aspremont-Linden-Reckheim. Zu dieser Zeit trug das Gebäude auch den Namen Palais Aspremont, und der ungarische Freiheitskämpfer Fürst Ferenc II. Rákóczi war öfters zu Gast in diesem Haus, woran eine Widmung am Palais erinnert. 1714 kam das Palais in den Besitz des Grafen Georg Erdődy. Bis 1724 wurde das Palais von einem unbekannten Baumeister aufgestockt und mit einer hochbarocken Fassade versehen. Der Baumeister hat höchstwahrscheinlich auch das Palais Neupauer-Breuner gestaltet, wie Ähnlichkeiten der Fassadengestaltung vermuten lassen. 1773 kam das Palais in den Besitz der Landgrafen von Fürstenberg und blieb es bis 1987. Heute dient es Francesca Habsburg-Lothringen als Wohnsitz und für Kunstausstellungen aus ihrer Sammlung, zudem hat der österreichische Modeschöpfer La Hong Nhut 2014 hier seinen Flagshipstore und sein Atelier eingerichtet.

## Beschreibung
Ein hoher zweigeschoßiger genuteter Sockel mit quadratischen Fenstern mit Keilsteinen bildet die Unterzone, die durch ihre Farbgebung und ein Kordongesims von der dreigeschoßigen Oberzone getrennt ist. Der dreiachsige flache Mittelrisalit mit seitlich vertieften Wandfeldern hat vertikal durch Parapeten verbundene Fenster mit teilweise gesprengten und geknickten Verdachungen. Die Sturzfelder sind reich mit Ranken und Masken geschmückt. Das Rundbogenportal ist seitlich von Pfeilern mit Hermen flankiert, die den Balkon tragen. Im gesprengten Segmentgiebel des Beletagefensters ist das Wappen des Grafen Erdődy angebracht.